# Leiodytes perforatus
Leiodytes perforatus är en skalbaggsart som först beskrevs av Sharp 1882.  Leiodytes perforatus ingår i släktet Leiodytes och familjen dykare. Inga underarter finns listade i Catalogue of Life.